# هیلاری داف
هیلاری ارهارد داف (انگلیسی: Hilary Erhard Duff؛ زادهٔ ۲۸ سپتامبر ۱۹۸۷) بازیگر، خواننده و تاجر آمریکایی است. او پس از به شهرت رسیدن با ایفای نقش اصلی برنامهٔ تلویزیونی لیزی مک‌گوایر، به بازی در فیلم‌های سینمایی روی آورد و در سه فیلم به نام‌های دوجینش ارزان‌تر است و فیلم لیزی مک‌گوایر در سال ۲۰۰۳ و داستان یک سیندرلا در سال ۲۰۰۴ خوش درخشید. داف به سرعت پله‌های ترقی را طی نمود به‌طوری‌که گفته می‌شود در سال ۲۰۰۵ بالغ بر ۱۵ میلیون دلار از فعالیت‌های خود در هالیوود به‌دست آورده است.
او با هدف گسترش دامنهٔ کاری و نشان دادن استعداد و توانایی‌های درونی خویش تصمیم به پا نهادن به دنیای موسیقی پاپ گرفت که حاصل آن سه آلبوم دارای گواهی‌نامه پلاتین از انجمن صنعت ضبط آمریکا (RIAA) و فروش بیش از سیزده میلیون نسخه از آلبوم‌هایش می‌باشد. نخستین آلبوم ضبط شده او در استودیو، با نام دگردیسی در سال ۲۰۰۳ میلادی گواهی‌نامهٔ پلاتین سه‌گانه را به‌دست‌آورد و او با دو آلبوم پلاتین دیگر، هیلاری داف (۲۰۰۴) و تحت تعقیب در سال ۲۰۰۵ به فعالیت خود ادامه داد. آلبوم بعدی به نام وقار در آوریل ۲۰۰۷ به بازار ارائه شد و در ماه اوت همان سال، موفق به دریافت گواهی طلایی گشت.
داف به‌عنوان الهام‌بخش برای ستارگان نوجوان بعدی دیزنی مانند مایلی سایرس، دمی لواتو و سلنا گومز شناخته شده است و تخمین زده می‌شود که حدود ۱۵ میلیون آلبوم در سراسر جهان به فروش رسانده است. او همچنین خط تولید لباسی را به نام اجناس هیلاری داف ارائه نمود و مشترکاً با کمپانی تولید لوازم آرایشی الیزابت آردن، یک عطر انحصاری به بازار عرضه کرد. نام او و مادرش در لیست تهیه‌کنندگان فیلم دختران مادی‌گرا به ثبت رسیده است.
داف در تاریخ ۱۴ اوت ۲۰۱۰ با مایک کامری بازیکن هاکی اهل کانادا ازدواج کرد که تا سال ۲۰۱۶ ادامه داشت. او در سال ۲۰۱۹ با موسیقی‌دان ماتیو کوما ازدواج کرد. داف چهار فرزند دارد.

## ابتدای زندگی و شروع کار
هیلاری در ۲۸ سپتامبر ۱۹۸۷ در شهر هوستون ایالت تگزاس به دنیا آمد. او دومین فرزند رابرت ارهارت داف است. پدر او صاحب یک فروشگاه زنجیره‌ای می‌باشد و مادرش سوزان کالین خانه‌دار است. او همچنین یک خواهر بزرگتر به نام «هیلی» دارد که او نیز بازیگر و خواننده است. مادر هیلاری او را تشویق کرد تا همراه خواهرش هیلی در کلاس‌های بازیگری شرکت کند. آن‌ها موفق شدند تا در تئاترهای محلی گوناگونی نقش‌هایی را برای بازی به عهده بگیرند و وقتی در سن ۶(هیلاری) و ۸ (هیلی) بودند در اجرای بالهٔ فندق شکن در شهر سن‌آنتونیو شرکت کردند. از آن پس علاقهٔ بسیاری به بازیگری پیدا کردند و راه آموختن بازیگری حرفه‌ای را در پیش گرفتند. آن‌ها به همراه مادرشان به کالیفرنیا سفر کردند تا راه بازیگری را در پیش بگیرند اما پدرشان همچنان در تگزاس باقی‌ماند تا کار خود را از دست ندهد. بعد از سال‌های متوالی و قراردادهای متفاوت آن‌ها موفق شدند تا در چند سریال تلویزیونی بازی کنند.

## حرفه بازیگری

### نخستین کارها
بازیگری هیلاری با بازی کردن در نقش‌های جزئی شروع شد. او اولین بار در سری داستان‌های کوتاه «زن واقعی» نقش بسیار کوتاهی را بازی کرد. او همچنین نقش کوتاه دیگری در فیلم بازی با عشق بازی نمود. اما آن نقش به قدری کوتاه بود که از دید بینندگان پنهان ماند.
او برای اولین بار به عنوان یک ستاره در فیلم «ملاقات کسپر با وندی» درخشید. او در این فیلم نقش دختری به نام وندی را بازی می‌کرد که کاسپر یک شخصیت کامپیوتری را همراهی می‌کرد. این فیلم در بین کودکان بسیار معروف شد.
در سال ۱۹۹۹ او به عنوان نقش دوم در یک سریال تلویزیونی به نام «جوینده احساسات» بازی کرد. داستان این فیلم از روی یک رمان که کاتلین کین آن را نوشته است برداشته شده بود. هیلاری برندهٔ جایزهٔ بهترین بازیگر در این سریال تلویزیونی شناخته شد.
معروفیت اول هیلاری زمانی ظاهر شد که او در سازمان حمایت از بازیگران جوان در سال ۲۰۰۰ بازیگری کرد. مایکل چیکلیس یکی از ستاره‌های سینما که در این برنامه حضور داشت می‌گوید: وقتی اولین روز با او کار کردم یادم می‌آید که وقتی به خانه رفتم به همسرم گفتم که هیلاری روزی یک ستارهٔ سینما می‌شود زیرا او به راحتی با مشکلات کنار می‌آید و مانند دخترهای جوان دیگر نسبت به سر و وضع خود حساسیت نشان نمی‌دهد.
در همین رابطه خود هیلاری هم در سال ۲۰۰۲ بیان کرد که: من خواستار زیبایی‌ها هستم و هرکسی زیباست. زیبایی فقط در چشم انسان است. هرکس چیزی را زیبا می‌بیند که ممکن است کسی دیگر آن را نبیند.
من به زیبایی اهمیت می‌دهم اما نه به آن اندازه که خود را درگیر عمل جراحی کنم. هرکس به شکلی آفریده شده است که به نظر عدهٔ خاصی زیبا به نظر برسد. ما با عمل جراحی خود را زیباتر نمی‌کنیم بلکه باعث می‌شویم کسانی که قبلاً ما را زیبا می‌دیدند دیگر این فکر را نمی‌کنند و عدهٔ جدیدی اکنون ما را زیبا می‌بینند.

### درخشش درفیلم لیزی مک‌گوایر
هیلاری شروع به بازی در فیلم دادیو کرد اما قبل از اینکه فیلم به مرحلهٔ فیلمبرداری برسد، از استفاده از هیلاری در این فیلم خودداری شد. این اتفاق سبب شد تا هیلاری نسبت به بازیگری دل سرد شود. اما مادر او همواره او را به بازیگری تشویق می‌کرد. تا اینکه یک هفته بعد از آن، هیلاری برای یک سریال تلویزیونی به نام «لیزی مک‌گوایر» تست بازیگری داد و موفق شد تا نقش لیزی را مال خود کند. لیزی یک دختر مدرسه‌ای بازیگوش اما میانه‌رو بود. این داستان بیشتر روی زندگی و دوران نوجوانی لیزی متمرکز است.
لیزی مک‌گوایر که اولین بار در ۲۰۰۱ از شبکه دیزنی پخش شد بیش از ۲٫۳ میلیون بیننده داشت و درست همان چیزی از آب درآمد که هیلاری سال‌ها منتظر آن بود. حضور هیلاری در این برنامه باعث شد تا او یک فرد دوست داشتنی میان کودکان بین سن ۷ تا ۱۴ سال شود.
وقتی هیلاری بازی در قسمت ۶۵ این فیلم را به پایان رساند، شبکهٔ دیسنی تصمیم گرفت تا سری جدید این فیلم را در شبکه‌ای پخش کند که بیشترین تماشاگران را دارد. برای این منظور آن‌ها شبکهٔ «اِی بی سی» (ABC) را انتخاب کردند اما نقشهٔ آن‌ها عملی نشد زیرا نماینده‌های هیلاری مدعی شدند که حقوق او بسیار پایین است بنابراین هیلاری نیز از بازی در آن خودداری کرد. اما بعد از مدتی کشمکش، هیلاری قبول کرد تا این بار نیز به عنوان لیزی بدرخشد.
این بار دیگر این فیلم به صورت سریال ساخته نشد بلکه فیلمنامهٔ جدید را برای یک فیلم سینمایی نوشتند؛ که فیلم لیزی مک‌گوایر نام گرفت. این فیلم در سال ۲۰۰۳ به بهره‌برداری رسید.

### کارهای دیگر
همچنان که ساخت فیلم لیزی مک‌گوایر به پایان می‌رسید، هیلاری بار دیگر در شبکهٔ دیزنی در کنار کریستی کارلسُن وگری کل در فیلم (Cadet Kelly (۲۰۰۲ درخشید. فیلمی که توانست بیشترین بینندگان را در ۱۹ سال اخیر شبکه دیسنی جذب کند.
در این فیلم او نقش یک دختر سرزنده و شاد را بازی کرد که ناپدری او در یک مدرسه نظامی مدیر بود و به همین دلیل او نیز مجبور شد تا در آن مدرسه نام‌نویسی کند. برای او بسیار سخت بود تا به محیط خشک و منضبط آنجا عادت کند.
هیلاری همچنین به عنوان بازیگر مهمان در چند سریال تلویزیونی بازی کرد که اولین آن‌ها فیلم «آرزوی شیکاگو» بود که در ماه مارس ۲۰۰۰ ساخته شد. دراینجا هیلاری نقش یک دختر بیمار را بازی کرد. او همچنین در یک قسمت از سریال «جورج لپز» که در ۲۰۰۳ ساخته شد نقش یک آرایشگر را بر عهده گرفت. او همچنین در سال ۲۰۰۵ دوباره در همین فیلم دعوت شد تا بار دیگر ایفای نقش نماید.
در سال ۲۰۰۳ او در فیلم رؤیای آمریکایی در مقابل خواهرش هیلی بازی کرد. او همچنین دوباره به عنوان یک بازیگر مهمان به بازی در سریال «ژان آرکادیا» دعوت شد.

### ۲۰۰۱
هیلاری برای اولین بار در در فیلم سینمایی «طبیعت انسان» در سال ۲۰۰۱ بازی کرد. این فیلم قبل از فیلم لیزی مک‌گوایر ساخته شد و اولین بار در شبکه‌های Cannes و Sundance به نمایش گذاشته شد. فیلم نامهٔ این فیلم را چارلی کافمن نوشت و مایکل گاندری کارگردانی کرد.
فیلم در مورد یک دختر جانورشناس است که هیلاری قسمت‌های مربوط به کودکی او را بازی می‌کند.

### ۲۰۰۲–۲۰۰۳
او برای اولین بار به عنوان نقش اول در فیلم «کِلی، دانشجوی افسری» بازی کرد که توسط والت دیزنی در سال ۲۰۰۲ ساخته شد. او در این فیلم نقش یک دختر سرزنده و شاد را بازی می‌کند که ناپدری او در یک مدرسهٔ نظامی مدیر است و به همین دلیل او نیز مجبور می‌شود تا در آن مدرسه نام‌نویسی کند. برای او بسیار سخت بود تا به محیط خشک و منضبط آنجا عادت کند.
در سال ۲۰۰۳ هیلاری به عنوان نقش دوم برای بازی در فیلم «مأمور مخفی کودی بنکس» دعوت شد. فیلمی که به قدری معروف شد که سازندگان خود را مجبور کرد تا نسخهٔ دومی نیز از آن بسازند. اما هیلاری برای برخی دلایل در نسخهٔ دوم آن شرکت نکرد. بعد از آن هیلاری برای بازی در فیلم سینمایی لیزی مک‌گوایر در سال ۲۰۰۳ دعوت شد. فیلمی که توانست برای سازندگانش پولی معادل ۵۵ میلیون دلار از سراسر دنیا به ارمغان بیاورد.
البته با موفقیت هیلاری در هنر برخی از روزنامه‌ها علیه او مقالاتی نوشتند. این مقالات بیشتر از سوی طرفداران بریتنی اسپیرز بود زیرا با پررنگ شدن هیلاری در هنر از طرفداران بریتنی کاسته می‌شد.
او برای بار سوم در سال ۲۰۰۳، در فیلمی بازی نمود که «دوجینش ارزانتر است» نام دارد. در این فیلم او نقش یکی از ۱۲ فرزند استیومارتین و بُنی هانت را بازی می‌کند. هیلاری همچنین در ۲۰۰۵ در نسخهٔ دوم این فیلم «دوجینش ارزانتر است ۲» بازی کرد. نسخهٔ دوم آن علاوه بر اینکه داستانی جالبتر داشت اما نتوانست به اندازهٔ نسخهٔ اول آن موفق باشد.

### ۲۰۰۴–۲۰۰۵
ل ۲۰۰۴ هیلاری برای بازی در یک فیلم کمدی- رمانتیک به نام «داستانی از سیندرلا» دعوت شد. اگرچه بعد از ساخت این فیلم مقاله‌هایی علیه این فیلم نوشته شد اما این فیلم توانست بیشترین فروش را در سال ۲۰۰۴ داشته باشد و پولی معادل ۶۶ میلیون دلار را برای سازندگان خود به ارمغان بیاورد. این فیلم، پر فروش‌ترین فیلم هیلاری است. در اواخر ۲۰۰۴ هیلاری برای اولین بار در یک فیلم درام به نام «صدایت را ببر بالا» درخشید. تعداد زیادی از مجلات هیلاری را برای بازی در این فیلم تشویق کردند. اما علی‌رغم این تشویق‌ها در هفته نامهٔ لاس وگاس علیه این فیلم این گونه نوشته شده بود: فیلم «صدایت را ببر بالا» ترکیبی از بازی بد هیلاری، خوانندگی ناقص، فیلم نامه‌ای بسیار بی‌معنی و کارگردانی بسیار بدی است که در کل یک جور اتلاف وقت بوده است.
با توجه به این تبلیغ‌ها این فیلم توانست پولی معادل ۱۳ میلیون دلار را به ارمغان آورد. این فیلم کم فروش‌ترین فیلم هیلاری می‌باشد.
در سال ۲۰۰۵ هیلاری در فیلم «مرد بی‌عیب» درخشید. او در این فیلم نقش دختر بزرگ یک زن را بازی می‌کند که از شوهرش طلاق گرفته است. هنر نمایی هیلاری در این فیلم قابل تحسین است. اما با هر موفقیت او مقالاتی علیه او چاپ می‌شد که سبب شد تا فیلم پایین‌تر از مقدار پیش‌بینی شده فروش داشته باشد؛ یعنی ۱۹ میلیون دلار. همان‌طور که اشاره شد او در این سال در فیلم «دوجینش ارزانتر است ۲» بازی کرد.

### ۲۰۰۶–۲۰۰۷
در سال ۲۰۰۶ هیلاری به همراه خواهرش هیلی برای بازی در فیلم «دختران مادی‌گرا» دعوت شدند. فیلمی که موفقیت چشمگیری در برنداشت. سود فروش این فیلم به ۱۶ میلیون دلار رسید. این فیلم به کارگردانی مارتا کولیج و درخشش خواهران داف به همراه بود. در این فیلم هیلاری و هیلی نقش دو خواهر ثروتمند را ایفا می‌کنند که پس از مرگ پدرشان شرکت مربوط به آن‌ها به‌طور مرموزی در حال ورشکستگی است. هیلاری با بازی زیبای خود در این فیلم برندهٔ دو جایزه شد.
در اوایل سال ۲۰۰۷ از صدای خواهران داف برای یک انیمیشن کمدی به نام «جنگ غذاها» استفاده شد. فیلمی که از کمپانی Lions Gate Films منتشر شد. کارگردان این فیلم لری کافمن اضافه کرد: من ازاینکه خواهران داف را به عنوان بازیگران فیلمم دارم بسیار خوشحالم. او همچنین در سال ۲۰۰۷ در فیلمی دیگر به نام «تجارتخانه جنگ» درخشید.

## حرفه موسیقی
در سال ۲۰۰۲ هیلاری، آهنگ من نمی‌توانم منتظر بمانم را که اولین بار به وسیله بروک مک کلینت خوانده شده بود را برای فیلم لیزی مگوایر بازخوانی کرد. همچنین او در همین سال آهنگ را برای اولین آلبوم والت دیزنی خواند. دومین آلبوم والت دیزنی در سال ۲۰۰۴ منتشرشد که هیلاری و خواهرش آهنگی به نام گربه‌های سیامی را در آن خواندند. همچنین آهنگ چرخهٔ حیات به وسیلهٔ هیلاری و دیگر ستارگان والت دیزنی سروده شد. در سال ۲۰۰۴ هیلاری به همراه خواهرش آهنگ «لبانمان برهم مهر شده را برای فیلم داستان یک سیندرلا خواندند که نسخهٔ تصویری آن به در خواست مردم بارها از ام تی وی پخش شد.

### آلبوم مسیر بابانوئل
آلبوم خیابان بابانوئل اولین آلبوم هیلاری است نام دارد که متشکل از ۱۱ آهنگ می‌باشد. این آلبوم یک آلبوم کریسمس می‌باشد و آهنگ‌های مربوط به کریسمس در آن گردآوری شده‌اند. در برخی آهنگ‌های این آلبوم، خواهرش هیلی، کریستینا میلیان و لیل رومیو با او همخوانی می‌کنند. دو آهنگ از این آلبوم برای قرار گرفتن در فیلم انتخاب شدند. آهنگ «خیابان بابا نوئل» برای فیلم خیابان بابانوئل ۲ و آهنگ «کریسمس باید چگونه باشد»، برای فیلم «دوجینش ارزانتر است» است. هیلاری در سال ۲۰۰۳ برای فیلم لیزی مک‌گوایر آهنگ‌های «چرا که نه» و «من نمی‌توانم صبر کنم» را خواند. این آهنگ‌ها بعدها در دو آلبوم دیگر هیلاری، «دگردیسی» و «نامحدود» قرار گرفتند. این آلبوم در مقام چهاردهم بهترین آهنگ‌ها قرار گرفتند.

### آلبوم دگردیسی
دومین آلبوم هیلاری داف و اولین آلبوم رسمی او «دگردیسی» در سال ۲۰۰۳ منتشر شد. این آلبوم در کانادا و آمریکا به عنوان بهترین آلبوم شناخته شد و بر روی بیلبورد این دو کشور در مقام اول قرار گرفت. همچنین به عنوان پرفروشترین آلبوم سال در آمریکا در سال ۲۰۰۳ شناخته شد و بیشتر از ۳٫۷ میلیون نسخه از آن به فروش رسید. آهنگ «پس دیروز» از این آلبوم در بسیاری از کشورها جزو ۱۰ آهنگ برتر قرار گرفت و نسخه تصویری آن بارها از شبکه ام تی وی (MTV) پخش شد.
آهنگ دیگر این آلبوم، «اعتراف کن» جزو ۴۰آهنگ برتر آمریکا قرار گرفت و همچنین مقام ۱۲ را در کشورهای انگلستان، استرالیا و نیوزلند به خود اختصاص داد. آهنگ «صدای کوچک» این آلبوم در نسخه آمریکایی آن منتشر نشد و فقط در نسخه‌های انگلیسی و استرالیایی آن انتشار یافت. هیلاری برای اولین بار تصمیم به اجرای کنسرت گرفت و آهنگ‌های این آلبوم را در آن خواند. نسخه‌هایی از این کنسرت که در شهرهای بزرگ اجرا شد نیز به فروش رسید. این آلبوم از ۱۲ آهنگ در نسخهٔ آمریکایی، ۱۳ آهنگ در نسخه انگلیسی و ۱۴ آهنگ در نسخه استرالیایی تشکیل شده است.

### هیلاری داف
سومین آلبوم هیلاری داف در سال ۲۰۰۴ با نام خودش Hilary Duff منتشر شد. او در این آلبوم برخی از آهنگ‌های آلبوم قبل خود را نیز بازخوانی کرد. او بیان کرد که آهنگ‌های این آلبوم را با توجه به احساسات شخصی خود نوشته است. این آلبوم هم‌زمان با روز تولد ۱۷ سالگی هیلاری (۲۸ سپتامبر ۲۰۰۴) برای فروش آماده شد و بر روی بیلبورد آمریکا در مقام دوم و بر روی بیلبورد کانادا در مقام اول قرار گرفت. در ۸ ماه بیش از ۱٫۵ میلیون نسخه از این آلبوم به فروش رسید. آهنگ «پرواز» (Fly) از این آلبوم جزو ۱۴ آهنگ برتر در استرالیا قرار گرفت. همچنین چندی بعد آهنگ «یکی از من مراقبت می‌کند» از این آلبوم نیز جزوه ۱۴ آهنگ برتر قرار گرفت. از این آهنگ در فیلم صدایت را تقویت کن که خود هیلاری نیز در آن بازی می‌کرد مورد استفاده قرار گرفت.
این آلبوم از ۲۰ آهنگ تشکیل شده است که ۱۷ تای آن در نیمهٔ اول ۲۰۰۴ و ۳ آهنگ بعدی در اواخر ۲۰۰۴ منتشر شد.

### آلبوم تحت تعقیب
چهارمین آلبوم هیلاری با نام "تحت تعقیب" در سال ۲۰۰۵ انتشار یافت که در بردارندهٔ آهنگ‌های مورد علاقهٔ او از دو آلبوم قبل، و چند آهنگ جدید می‌باشد. در یک محاسبهٔ حضوری هیلاری بیان کرد که این آلبوم جزو آلبوم‌های فوق‌العادهٔ او نیست. او اضافه کرد که نمایندهٔ او به او گفته بود که زمان تولید یک آلبوم جدید است و او نیز پذیرفت. او در این آلبوم موفق شد تا از قوهٔ ابداع خود بیشتر استفاده کند و آهنگ‌های مورد علاقهٔ خودش را خودش بنویسد. آهنگ «بیدار شو» از این آلبوم جزوه ۱۰۰ آهنگ برتر آمریکا قرار گرفت و همچنین نسخه تصویری آن بارها در شبکه ام تی وی پخش شد. آهنگ تصویری دیگری از این آلبوم به نام «تپش قلب من» نیز بسیار معروف شد اما نسخه صوتی آن موفق نشد و نتوانست جایی میان ۱۰۰ آهنگ برتر آمریکا پیدا کند. این آلبوم مقام اول را بر روی بیلبورد آمریکا به خود اختصاص داد. همچنین در کانادا موفق به دریافت مقام سوم شد. نسخه‌ای از این آلبوم با نامی متفاوت (4ever)در ایتالیا منتشر شد. وی همچنین در اواخر سال ۲۰۰۵ آهنگ دختران مادی‌گرا را برای فیلمی با همین نام به همراه خواهرش منتشر کرد.
این آلبوم از ۱۶ آهنگ تشکیل شده است که از این تعداد، ۱۱ تای آن در دو آلبوم قبل نیز قرار داشته‌اند و فقط ۵ آهنگ جدید در این آلبوم وجود دارد.

### آلبوم وقار

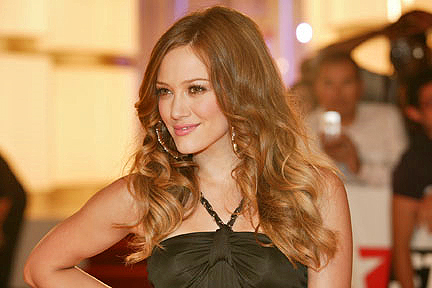
داف در سال ۲۰۰۷

پنجمین آلبوم هیلاری وقار ‏ (۲۰۰۶–۲۰۰۷) نام دارد. هیلاری در مقایسهٔ این آلبوم با آلبوم‌های دیگر گفت: این آلبوم از آهنگ‌های تندتری برخوردار است و از آلت‌های موسیقی بهتر استفاده شده است. همچنین او در جواب خبرنگاران که در بارهٔ این آلبوم سؤال می‌کردند گفت: من نمی‌توانم توضیح دهم که در حال انجام چه کاری هستیم ولی ساخت این آلبوم برای من بسیار جالب و چیزی نو در خوانندگی من است. همچنین او اضافه کرد که این آلبوم کمی از مسیر موسیقی پاپ و راک فاصله گرفته است و ابزارهای الکتریکی بیشتر در آن استفاده شده‌اند. اولین آهنگی که از این آلبوم ساخته شد (بازی با آتش) مورد توجه واقع نشد اما آهنگ دوم توانست موفقیت شایانی به‌دست‌آورد و جای خود را بین ۱۰۰ آهنگ برتر بیلبرد آمریکا بازکند. نسخهٔ تصویری این آهنگ به عنوان تبلیغ برای اولین عطر هیلاری ساخته شد که در سپتامبر ۲۰۰۶ برای اولین بار پخش شد. این آهنگ از بین درخواست‌های مردمی به مقام اول رسید. در ابتدا برنامه‌ریزی شده بود که این آلبوم در اواخر ۲۰۰۶ منتشر شود اما با کمی تأخیر در آوریل ۲۰۰۷ در شمال آمریکا و کمی زودتر از آن در برخی جاهای دیگر آمریکا منتشر شد. این آلبوم در کانادا و آمریکا در مقام پنجم، در استرالیا در مقام بیستم و در انگلستان در مقام چهلم قرار گرفت. تور کنسرت‌های این آلبوم در اواست ۲۰۰۷ شروع شد. آهنگ دیگری از این آلبوم که به موفقیت رسید آهنگ غریبه بود که در مقام اول بر روی بیلبورد آمریکا قرار گرفت. پس از انتشار این آهنگ، هیلاری از انتشار آهنگی دیگر به نام (Reach out and touch me) خبر داد. او همچنین در این سال برای خواننده‌ای دیگر آهنگی با نام (I will) نوشت که در آلبوم او استفاده شد.
آلبوم وقار دارای ۱۴ آهنگ می‌باشد.

### آلبوم نامحدود
آلبوم Unlimited که در سال ۲۰۰۷ منتشر شده است جزوه آلبوم‌های اصلی هیلاری نمی‌باشد. این آلبوم که از ۱۴ آهنگ تشکیل شده است، مجموعه‌ای از آهنگ‌هایی است که او برای فیلم‌ها خوانده است و قبلاً در آلبوم‌های خود از آن‌ها استفاده نکرده است. از جمله این آهنگ‌ها می‌توان به دختران مادی‌گرا در فیلمی با همین نام، «تصادف» و «حالا تو میدونی» در فیلم داستان یک سیندرلا و «من نمی‌توانم صبر کنم» در فیلم لیزی مک‌گوایر اشاره کرد.

## سایر حرفه‌ها
هیلاری یک شرکت تولید لباس با نام اجناس هیلاری داف در مارس ۲۰۰۴ تأسیس کرد. او در مدت کوتاهی به کار خود وسعت بخشید و نمایندگی‌هایی در کشورهای دیگر از جمله کانادا، استرالیا و آفریقای جنوبی تأسیس کرد. این شرکت کار خود را از تولید لباس شروع کرد و اکنون به تولید مبلمان، جواهرات و عطر نیز می‌پردازد. در سال ۲۰۰۷، سایت اینتر نتی عروسک ستارگان امکاناتی فراهم کرد تا خریداران بتوانند با ورود به این سایت لباس‌های تولید شدهٔ این شرکت را ببینند و آن‌ها را به مدل‌های کامپیوتری که یکی از این مدل‌ها خود هیلاری است بپوشانند. در سال ۲۰۰۶ هیلاری عطر خود را با نام «با عشق» (With love) منتشر کرد. این عطر ابتدا فقط در فروشگاه «مک کیسی» در آمریکا به فروش می‌رسید اما با گذشت زمان در کشورهای دیگر از جمله ژاپن و کانادا نیز منتشر شد. هیلاری در سال ۲۰۰۷ نسخه‌ای دیگر از عطر خود را با نام (Wrapped with love) منتشر کرد. نسخهٔ دیگری نیز در حال ساخت است که در ولنتاین ۲۰۰۸ روانهٔ بازار شد

## زندگی شخصی

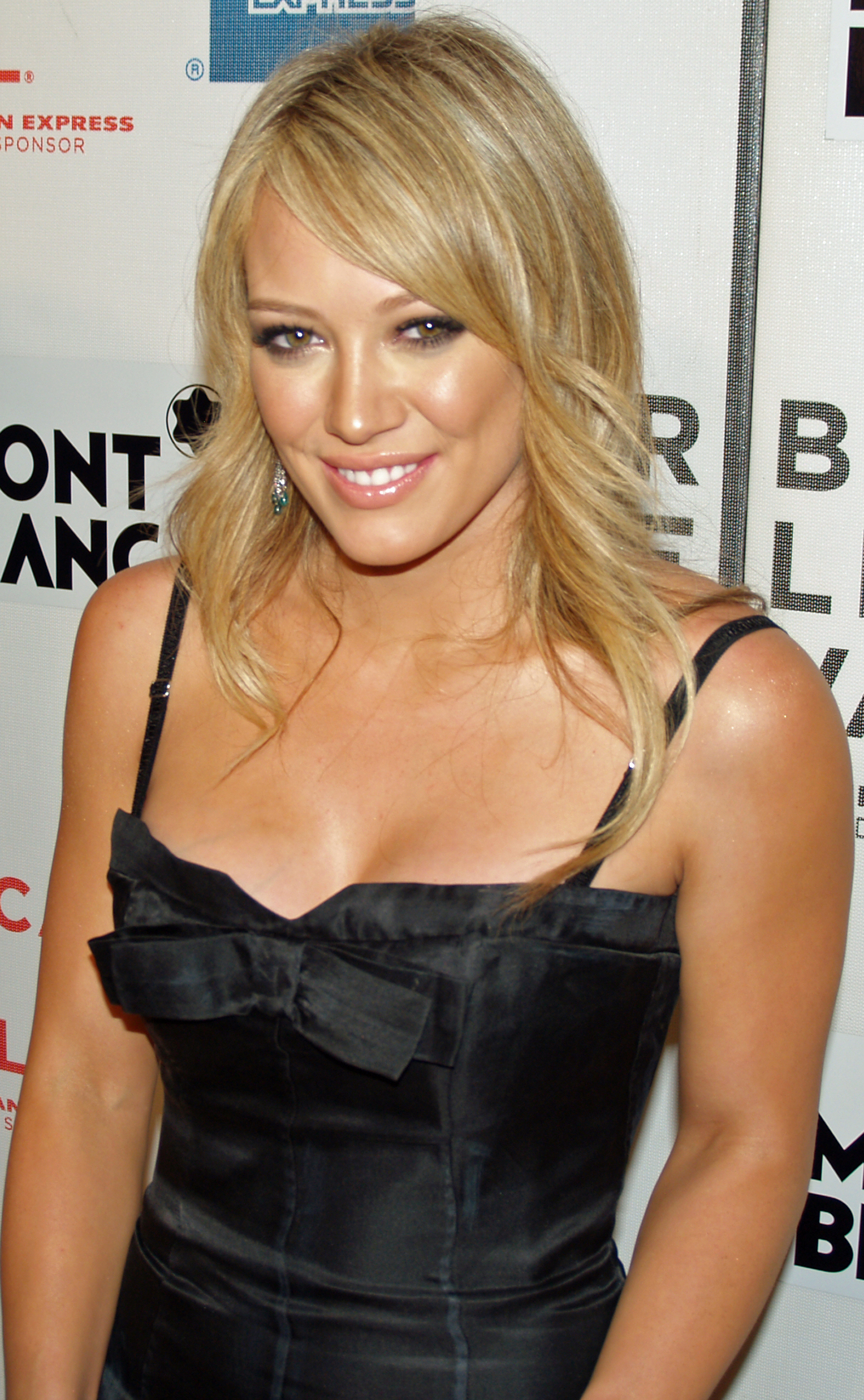
هیلاری داف در جشنواره فیلم ترایبکا، آوریل ۲۰۰۸

دوستی هیلاری با آرون کارتر خواننده در سال ۲۰۰۱ میلادی شروع شد. آن‌ها برای اولین بار یکدیگر را هنگام ساخت فیلم لیزی مک‌گوایر ملاقات کردند. اما این رابطه بیشتر از دو سال طول نکشید. این گونه گزارش شده بود که کارتر هیلاری را برای رابطه برقرار کردن با لیندزی لوهان ترک کرده است. اما پس از مدتی کوتاه او با لوهان قطع رابطه نمود و دوستیش را با داف دوباره از سر گرفت. بعدها کارتر اشاره کرد که در طول این مدت او هیلاری را فریب داده است و از این موضوع اظهار تاسف نموده است. در طی این اتفاقات رابطه هیلاری و لوهان که از قبل دوستی نزدیکی با هم داشتند، به تیرگی گرایید. در سال ۲۰۰۷ هیلاری و لوهان دوباره رابطه خود را از سر گرفتند. لوهان در جشن انتشار آلبوم وقار داف شرکت کرد و هیلاری در پاسخ به گزارشگر مجله مردم گفت که فکر می‌کند که لوهان دختری مفرح و دوست‌داشتنی است.
هیلاری در سال ۲۰۰۴ رابطه تازه‌ای را با جوئل مادن، خواننده گروه گود شارلوت آغاز نمود. پس از رابطه طولانی مدت آن‌ها با هم، مادر هیلاری، سوزان در سال ۲۰۰۵ آن را با گزارشگر مجله هفده، درمیان گذاشت. اما این رابطه نیز در نوامبر ۲۰۰۶ به پایان رسید.
در سال ۲۰۰۷ هیلاری بارها با بازیکن هاکی، مایک کومری دیده شد. با اینکه او هرگز درباره‌این رابطه به مطبوعات چیزی نگفت اما چندین بار در مسابقات مایک شرکت کرد. همین‌طور مایک کومری در روز تولد ۲۰ سالگی هیلاری برای او یک مرسدس بنز به قیمت ۱۰۰٫۰۰۰ دلار خرید.
هیلاری در سازمان‌های خیریه بسیاری عضو است که یکی از آن‌ها مربوط به کودکان بی سرپرست می‌شود. او همچنین مبلغ ۲۵۰٫۰۰۰ دلار برای کمک به طوفان‌زدگان کاترینا پرداخت کرد. در سال ۲۰۰۵ او هزینه نزدیک به ۲٫۵ میلیون وعده غذا را به طوفان‌زدگان اهدا نمود. در اوت ۲۰۰۶ هیلاری به یک مدرسه ابتدایی در نیو اورلئان سفر کرد و به بنیاد «یو اس ای هاروست» برای پخش غذا به طوفان‌زدگان کمک نمود.
در اگوست ۲۰۰۵ هیلاری اعلام کرد که یکی از دندان‌های جلوی خود را در هنگام آواز خواندن در اثر برخورد میکروفون با آن از دست داده است. او اضافه کرد که دندان‌های محکمی ندارد و مدام در کنسرت‌های مختلف بر اثر برخورد با میکروفون تکه‌ای از دندان‌هایش کنده شده است."
پدر و مادر هیلاری در سال ۲۰۰۶ بعد از ۲۲ سال زندگی از هم جدا شدند. او غم ناشی از جدایی پدر و مادرش را در شعرهای غریبه و زن کولی منعکس کرده است. در دسامبر ۲۰۰۷ هیلاری رتبه هفتم پولدارترین جوان زیر ۲۵ سال را با کسب ۱۲ میلیون دلار کسب کرد.

## فیلم‌شناسی

### فیلم‌های سینمایی
| سال  | عنوان                      | نقش                         | نام انگلیسی          |
| ---- | -------------------------- | --------------------------- | -------------------- |
| ۱۹۹۷ | زن واقعی                   | نامعلوم                     | True Woman           |
| ۱۹۹۸ | کاسپر با وندی ملاقات می‌کند | وندی                        | Casper meets Wendy   |
| ۱۹۹۸ | بازی با عشق                | نامعلوم                     | Playing by heart     |
| ۱۹۹۹ | جوینده احساسات             | اِلی                         | The soul collector   |
| ۲۰۰۱ | ذات آدمی                   | کودکی لیلا جوت              | Human nature         |
| ۲۰۰۲ | کِلی، دانشجوی افسری         | کلی کولینز                  | Cadet Kelly          |
| ۲۰۰۳ | مأمور کودی بنکس            | ناتالی کارنر                | Agent cody banks     |
| ۲۰۰۳ | فیلم لیزی مک‌گوایر          | لیزی مکگوایر/ایزابلا پاراگی | Lizzie Mcguire Movie |
| ۲۰۰۳ | دوجینش ارزان‌تر است         | لورَن بیکر                   | Cheaper by the Dozen |
| ۲۰۰۴ | داستان سیندرلا             | سامانتا مُنت گومری           | A Cinderella story   |
| ۲۰۰۴ | صدایت را ببر بالا          | تری فلچر                    | Raise your voice     |
| ۲۰۰۴ | در جستجوی بابانوئل         | پرنسس شیشه‌ای                | In search of santa   |
| ۲۰۰۵ | مرد کامل                   | هالی همیلتون                | The Perfect man      |
| ۲۰۰۵ | دوجینش ارزان‌تر است ۲       | لورن بیکر                   | Cheaper by the Dozen |
| ۲۰۰۶ | دختران مادی                | تانزی مارچتا                | Material girls       |
| ۲۰۰۸ | جنگ، شرکت                  | یونیکا بابیاک               | War,Inc              |
| ۲۰۰۹ | آنچه بالا می‌رود            | لوسی                        |                      |
| ۲۰۰۹ | خونسرد باش                 |                             |                      |
| ۲۰۰۹ | با توجه به گرتا            | گرتا اوالینا اودانل         |                      |
| ۲۰۱۰ | بلادورث                    |                             |                      |
| ۲۰۱۰ | زیبایی و کیف دستی          | لانه دنیلز                  |                      |
| ۲۰۱۲ | او مرا می‌خواهد             |                             |                      |
| ۲۰۱۶ | روز مادر                   | استلا کارسون                | Mother's Day         |
| ۲۰۱۶ | گروه رفقا                  | آماندا                      |                      |
| ۲۰۱۹ | تسخیر شارون تیت            | شارون تیت                   |                      |

### سریال‌های تلویزیونی
| سال ساخت  | نام فیلم                     | نقش هیلاری در فیلم | نام انگلیسی             |
| --------- | ---------------------------- | ------------------ | ----------------------- |
| ۲۰۰۰      | آرزوی شیکاگو                 | جسی سلدان          | Chicago Hope            |
| ۲۰۰۰      | ددیو                         | نامعلوم            | Daddio                  |
| ۲۰۰۱–۲۰۰۴ | لیزی مک‌گوایر                 | لیزی مک‌گوایر       | Lizzie Mcguire          |
| ۲۰۰۳      | جرج لوپز                     | کنزی               | George Lopez            |
| ۲۰۰۳      | رؤیای آمریکایی               | شنگری لاس          | American Dreams         |
| ۲۰۰۴      | چاپلوس                       | بریتنی             | Fraiser                 |
| ۲۰۰۵      | ژان آرکادیا                  | دیلان ساموئل       | Joan of Arcadia         |
| ۲۰۰۵      | جرج لوپز                     | استفانی            | George Lopez            |
| ۲۰۰۶      | ریبلدی                       | هیلاری داف         | Rebelde                 |
| ۲۰۰۷      | نمایش اندی میلوناکیس (مستند) | هیلاری داف         | The Andy Milonakis Show |
| ۲۰۰۷      | هیلاری داف امروزی (مستند)    | هیلاری داف         | Hilary Duff this is now |
| ۲۰۱۵–۲۰۲۱ | جوان‌تر                       | کلسی پیترس         | Younger                 |

## دیسکوگرافی
- مسیر بابانوئل (۲۰۰۲)
- دگردیسی (۲۰۰۳)
- هیلاری داف (۲۰۰۴)
- وقار (۲۰۰۷)
- دم و بازدم (۲۰۱۵)